# Henri Le Floch
Henri Le Floch CSSp (* 8. Juni 1862 in Kerlaz; † 21. Februar 1950 im Herrenhaus von Barbegal bei Arles) war ein französischer römisch-katholischer Ordenspriester und Theologe.

## Leben
Henri Le Floch war der Sohn eines Anwalts aus Kerlaz, Jean Le Floch, ursprünglich aus Trévigodou. Er hatte in seiner Familie vier Priester, die sich während der Französischen Revolution dem revolutionären Eid widersetzten und inhaftiert wurden; drei wurden 1793 deportiert und einer 1794 getötet. Als ein Licht in seinem priesterlichen Leben orientierte er sich an ihrem Vorbild. Als er neun Jahre alt war, starb seine Mutter, geboren in Le Joncour, im Alter von dreiunddreißig Jahren, nachdem sie sich um Pockenpatienten gekümmert hatte. Mit elf Jahren wurde er in ein Internat der Brüder der christlichen Schulen in Likès geschickt. Er fühlte sich bereits zu dieser Zeit zum Priesteramt berufen. Anschließend besuchte er das kleine Seminar in Pont-Croix, 1878 das Scholastikat der Spiritaner in Langonnet und danach das Seminar von Chevilly-Larue. Er wurde am 31. Oktober 1886 zum Priester geweiht und legte am 28. August 1887 seine Profess ab. Wegen seiner schwachen Gesundheit wurde er nicht nach Übersee geschickt, sondern als Lehrer nach Merville. 1889 wechselte er als Professor für Philosophie und Präfekt des Studiums an das Épinal-College. 1895 wurde er zum Oberen des neuerrichteten Heilig-Geist-Kollegs von Beauvais ernannt, das unter seiner Leitung zu einer anerkannten Lehrinstitution wurde. Am 8. September 1900 wurde er Rektor des Chevilly-Seminars und Direktor des großen Scholastikats. Sein Einsatz während der Kirchenverfolgung durch die Dritte Republik Frankreich trug dazu bei, dass die Spiritaner bleiben konnten. Anschließend promovierte er an der Katholieke Universiteit Leuven in Philosophie und 1905 an der Päpstlichen Universität Gregoriana in Theologie.
Im Alter von vierzig Jahren wurde er zum Rektor des Päpstlichen Französischen Priesterseminars in Rom ernannt, wo er etwa sechzig zukünftige Bischöfe ausbildete. Als Frankreich keinen Botschafter mehr beim Heiligen Stuhl hatte, wurde er mit einer geheimen Missionen zwischen Rom und der Regierung der Französischen Republik beauftragt.
Als Verfechter antimoderner, antiliberaler und antidemokratischer Positionen stand er den Ideen von Charles Maurras und Action française nahe. Nach der Verurteilung der nationalistischen Zeitung und ihres Direktors durch den Vatikan im Jahr 1926 wurde er von Papst Pius XI. auf Ersuchen der französischen Regierung im Juli 1927 dazu gedrängt sein Amt als Rektor des französischen Priesterseminars niederzulegen. Bischof Marcel Lefebvre war einer seiner Studenten und war von seiner Lehre geprägt.
Nach seiner Rückkehr nach Frankreich ließ er sich im Noviziat von Orly nieder. 1939 wurde er von Papst Pius XII. in Privataudienz empfangen. Im Jahr 1940 zog er nach Marseille in die unbesetzte Zone Frankreichs. Er missionierte und übte einen Predigtdienst in der Provence im Gebiet um Aix-en-Provence. Er starb bei der Familie von Roure in der Nähe von Arles. Sein Begräbnis wurde in der Familienkapelle des Herrenhauses Barbegal von Gabriel-Roch de Llobet, Erzbischof von Avignon, in Anwesenheit vieler ehemaliger Studenten gefeiert.

## Schriften (Auswahl)
- Louis-Marie Barazer de Lannurien, fondateur et premier supérieur du Séminaire français de Rome et la Mission du Vénérable Libermann. Rom 1910, OCLC 990147965.
- Le Séminaire français et les institutions ecclésiastiques de Rome. Paris 1915.
- Les élites sociales et le sacerdoce. Paris 1925, OCLC 66416354.
- Le Cardinal Billot, lumière de la théologie. Paris 1947, OCLC 459544656.